# Acrocercops charitopis
Acrocercops charitopis là một loài bướm đêm thuộc họ Gracillariidae. Nó được tìm thấy ở Guyana. Nó được miêu tả bởi E. Meyrick năm 1915.